# Necydalopsis trizonatus
Necydalopsis trizonatus är en skalbaggsart som beskrevs av Blanchard 1851. Necydalopsis trizonatus ingår i släktet Necydalopsis och familjen långhorningar. Inga underarter finns listade i Catalogue of Life.